# 早石修
早石修（日语：／ Hayaishi Osamu，1920年1月8日—2015年12月17日），日本醫學家、生化學家、美國國家科學院外籍院士。文化勳章、勲一等瑞寶章表彰。文化功勞者。
早石教授是日本人首位沃爾夫醫學獎得主，曾任威斯康星大學、聖路易斯華盛頓大學等校教授、首位日籍國際生化學與分子生物學聯合會總裁、世界衛生組織醫學研究顧問、大阪生物科學研究所理事長。

## 生平
1920年1月8日，早石修誕生於美國加州，大阪帝國大學醫學部醫學科畢業。醫學博士（大阪大學）。
早石修曾在許多美國、日本的大學任教（包括有：大阪帝國大學、威斯康星大學、加利福尼亞大學、國立衛生研究院 (美國)、聖路易斯華盛頓大學、京都大學、范德堡大學、東京大學、大阪醫科大學、大阪生物科學研究所），一生指導的研究生逾600人。其中超過100人服務於日本各大學，包括名聞遐邇的西塚泰美、本庶佑、中西重忠與清水孝雄。
1973年至1976年間，他擔任國際生化學與分子生物學聯合會總裁。

## 貢獻
早石修最知名的成就，是發現加氧酶對生醫科學與酶學的貢獻。他也因此獲得1986年的沃爾夫醫學獎。
此他還發現了多聚ADP核糖，並解明了前列腺素的相關機理。

## 榮譽
- 1964年 朝日獎
- 1964年 日本維生素學會獎
- 1964年 松永紀念科學診星財團 松永獎（自然科学部門）
- 1967年 日本學士院獎
- 1972年 文化功勞者
- 1972年 文化勳章
- 1975年 第16回藤原科學財團 藤原獎
- 1975年 巴黎市長銅牌
- 1976年 英國・千葉金牌
- 1976年 紐約科學院生物化學獎
- 1979年 西班牙Jimeneso迪亞茲紀念獎
- 1986年 沃爾夫醫學獎
- 1993年 勲一等瑞寶章

## 外部連結
- The Wolf Prize in Medicine in 1986 (detail)
- A Profile of Osamu Hayaishi
- Hayaishi's profile
- Hayaishi Research history